# Алжуштрел (фрегезия)
Алжуштрел (порт.  Aljustrel) — фрегезия (район) в муниципалитете Алжуштрел округа Бежа в Португалии. Территория — 190,45 км². Население — 5559 жителей. Плотность населения — 29,2 чел/км².